# Theretra margarita
Theretra margarita is een vlinder uit de familie van de pijlstaarten (Sphingidae). De wetenschappelijke naam van de soort werd in 1877 gepubliceerd door William Forsell Kirby.